# Saint-Martin-de-Hinx
Saint-Martin-de-Hinx is een gemeente in het Franse departement Landes (regio Nouvelle-Aquitaine). De plaats maakt deel uit van het arrondissement Dax. Saint-Martin-de-Hinx telde op 1 januari 2022 1.749 inwoners.

## Geografie
De oppervlakte van Saint-Martin-de-Hinx bedroeg op 1 januari 2022 25,48 vierkante kilometer; de bevolkingsdichtheid was toen 68,6 inwoners per km².

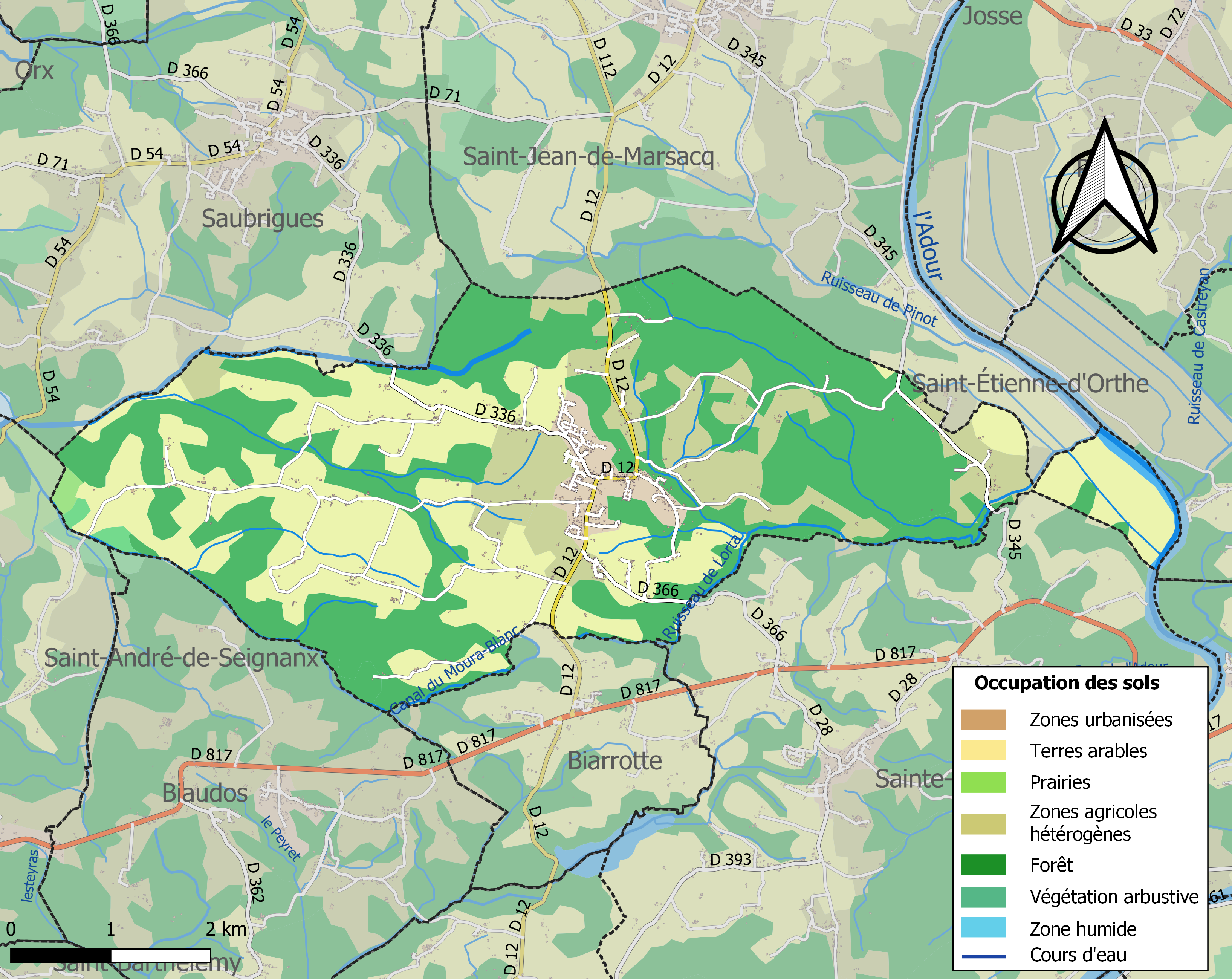
Kaart van de gemeente met de belangrijkste infrastructuur, bodemgebruik en omliggende gemeenten

## Demografie
Onderstaande figuur toont het verloop van het inwonertal (bron: INSEE-tellingen).